# Sint-Harlindis en Relindiskapel

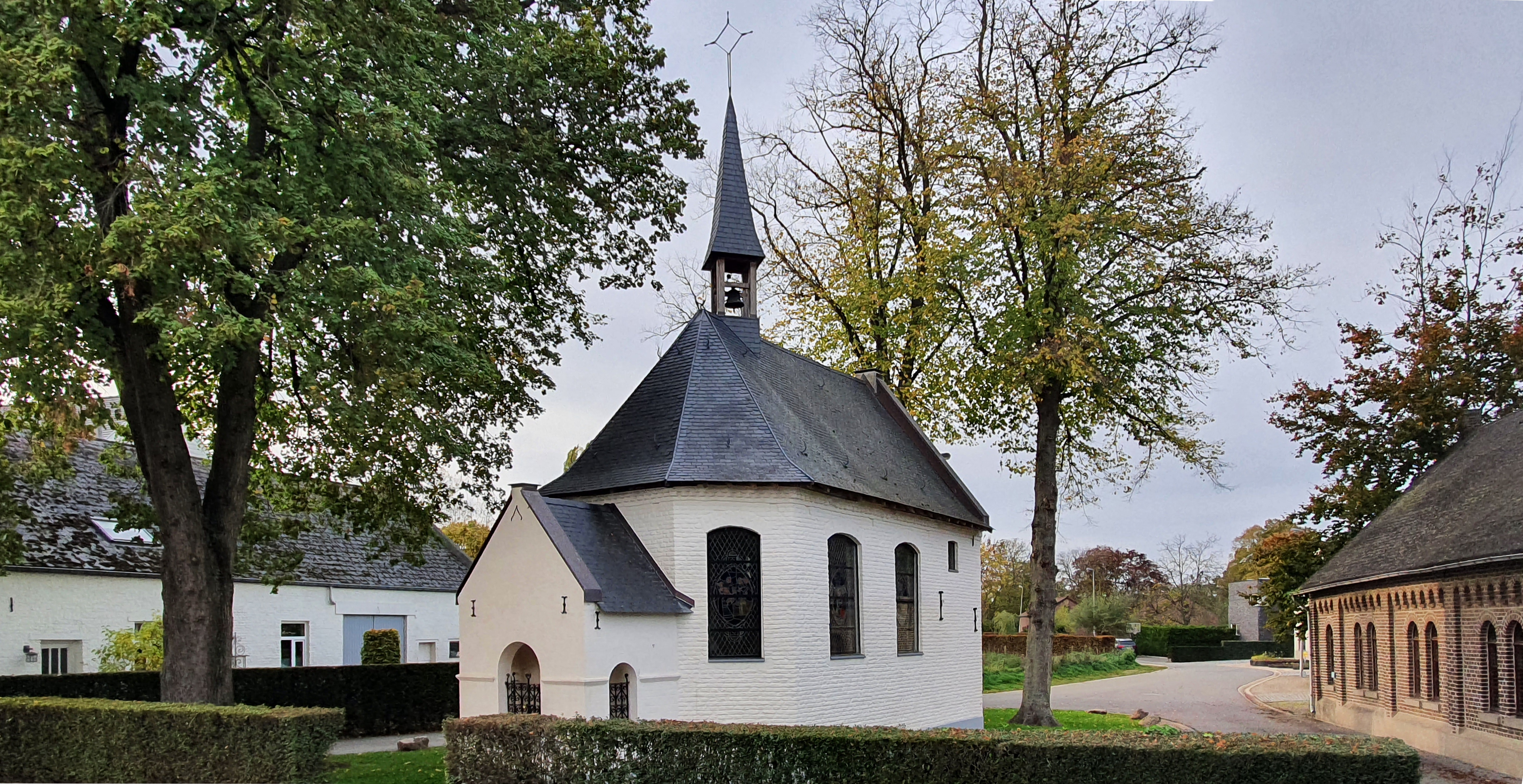
Kapel met de Willibrordusput aan de koorzijde van de kapel

De Sint-Harlindis en Relindiskapel is een kapel uit de 18e eeuw in Aldeneik, een gehucht van Maaseik. Ze is gelegen aan de Willibrordusweg.
De kapel is gewijd aan Harlindis en Relindis, de twee dochters van Adalardus, een Frankische edele en stichter van het Klooster van Aldeneik. Beiden zijn abdis van dit klooster geweest. Naast Harlindis en Relindis werd er ook de Heilige Antonius vereerd.

## Geschiedenis
De kapel in baksteen stamt uit de 18e eeuw.  Tegen het koor is een bakstenen gebouwtje aangebouwd met de Willibrordusput. Deze put werd volgens de overlevering vroeger gebruikt om te dopen en werd mogelijk in de 7de eeuw gebouwd door de Heilige Willibrordus op de plaats van een bron gebruikt voor heidense riten. De bouw zou dateren uit dezelfde tijd als de stichting van het Klooster van Aldeneik (rond 730). In de 17de eeuw werd deze put de ‘Meeghdenput’ of ‘Put der Heilige Maagden’ genoemd. De benaming Sint-Willibrordusput is van recentere oorsprong.  De binnenkant van de put is bekleed met Maaskeien. Het puthuis werd in de 19de eeuw overheen de bestaande put gebouwd. 
De kapel werd omstreeks 1680 tegen de put gebouwd en werd op 11 juni 1681 ingewijd door Johannes Antonius Blavier, hulpbisschop van Luik.
In en rond de kapel hadden zich talrijke uitingen van volksdevotie ontwikkeld. De heiligen Harlindis en Relindis werden aangeroepen tegen allerlei zenuwkwalen, terwijl Antonius werd vereerd als schutsheilige voor het vee.

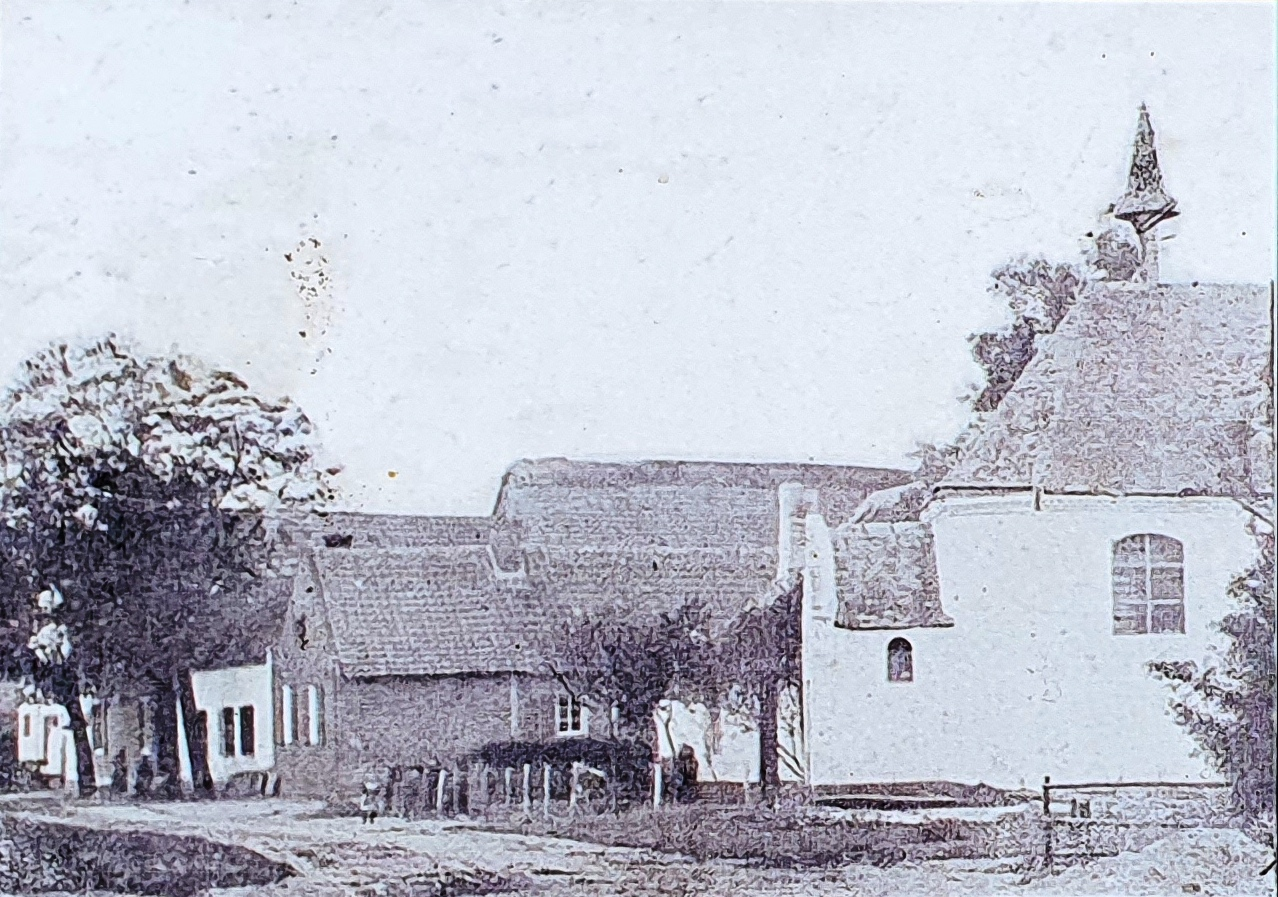
Uitzicht ca. 1900
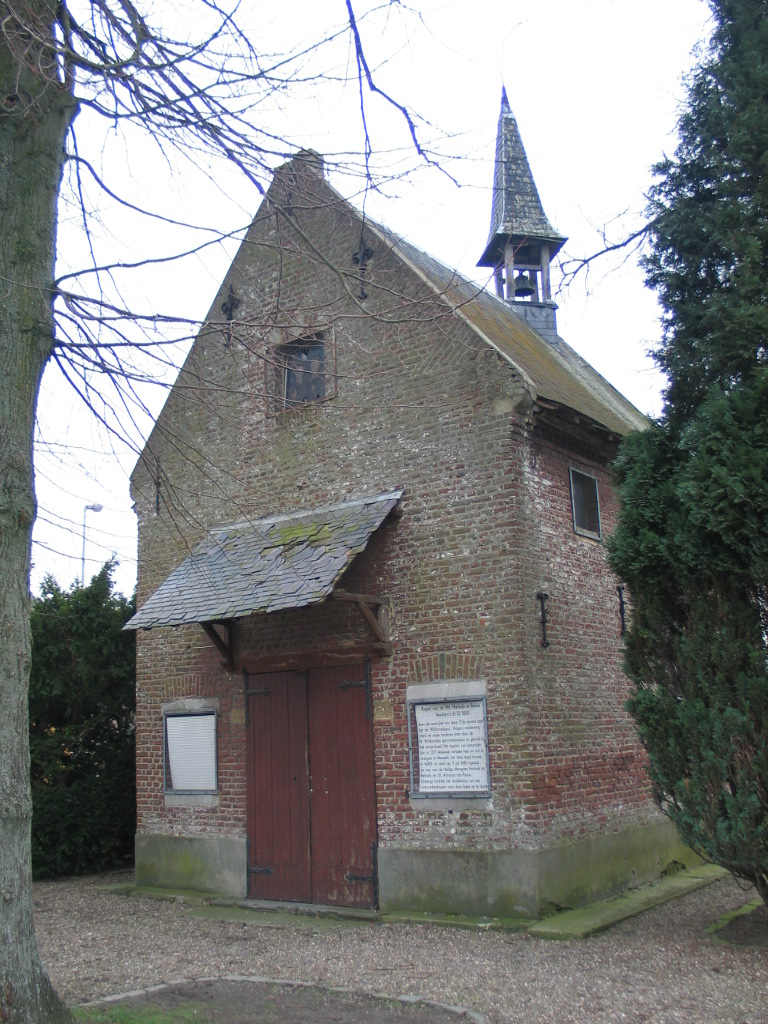
ca. 2007
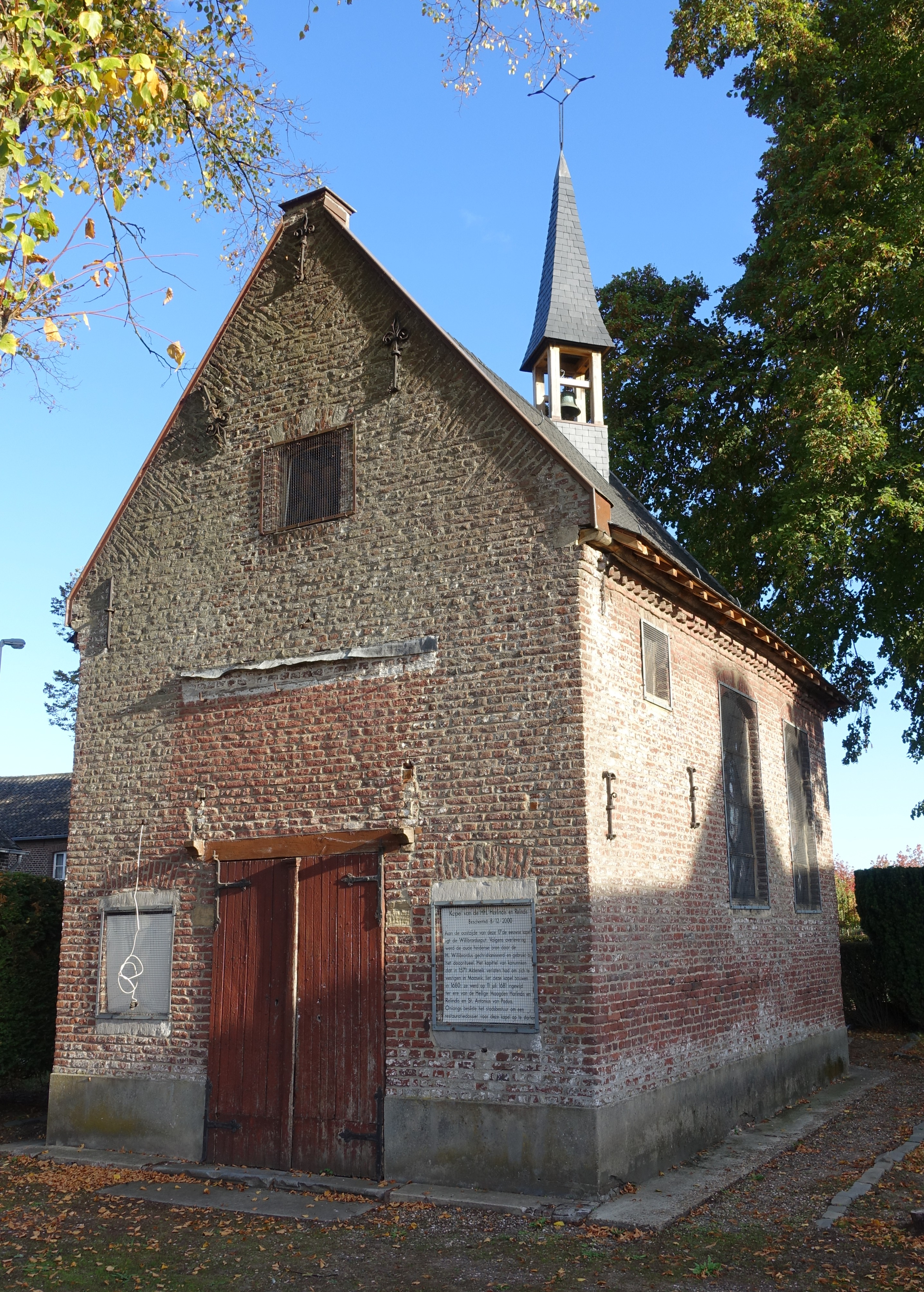
ca. 2018
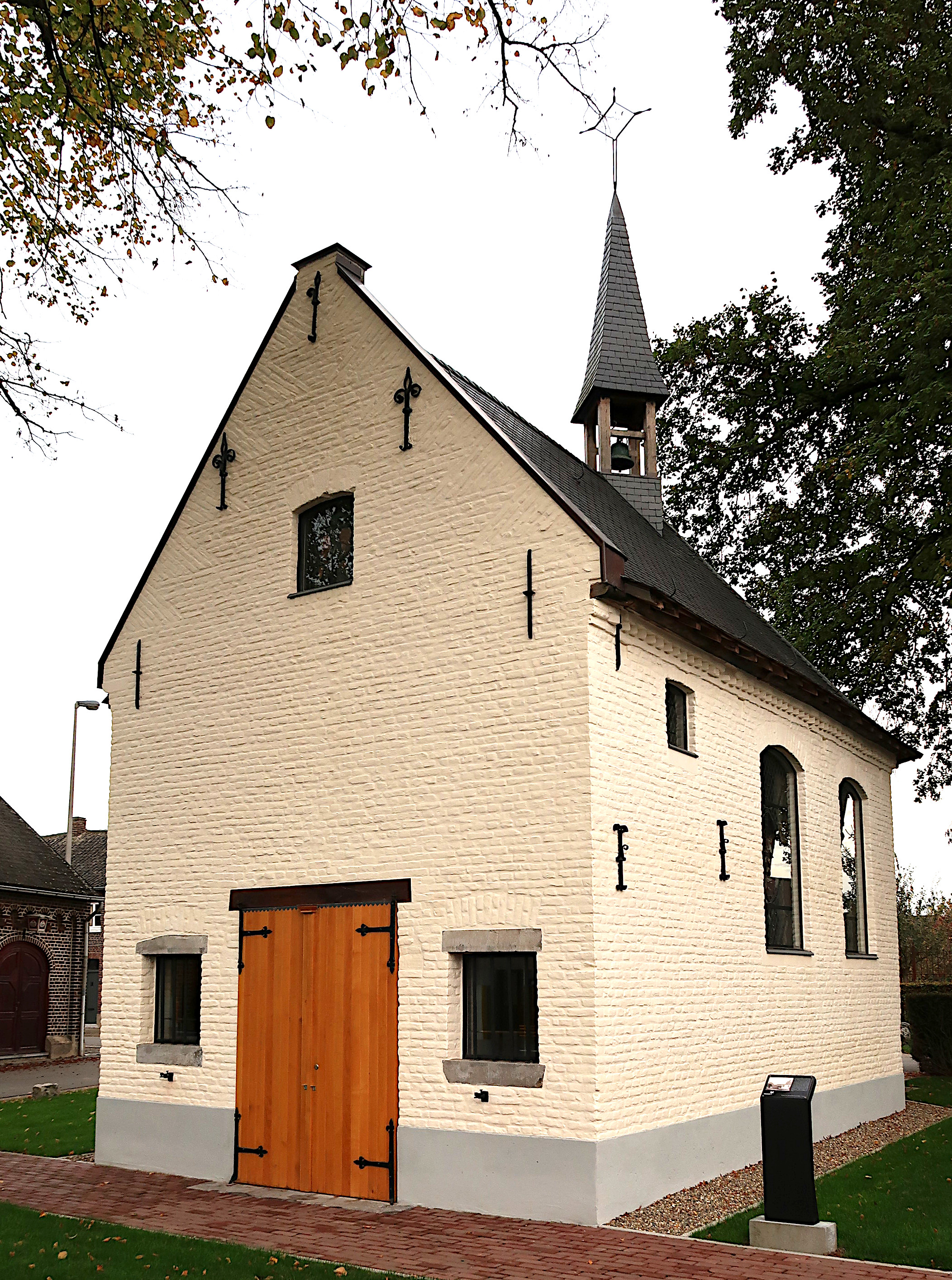
Oktober 2022

## Beschrijving
Het huidige kapel heeft een tongewelf met stucwerk uit de 18e eeuw met een voorstelling van Onze-Lieve-Vrouw Onbevlekt Ontvangen op een maansikkel.  Het stucwerk boven het koort stelt Sint-Harlindis en Sint-Relindis voor in een landschap waarin ook de kerk van Aldeneik, de kapel en de Sint-Willibrordusput zichtbaar zijn. Het altaar is uit de eerste helft van de 18e eeuw en vervaardigd uit gemarmerd hout. Een schilderij toont de Calvarieberg. De kapel heeft een driezijdige koorsluiting en een dakruitertje.

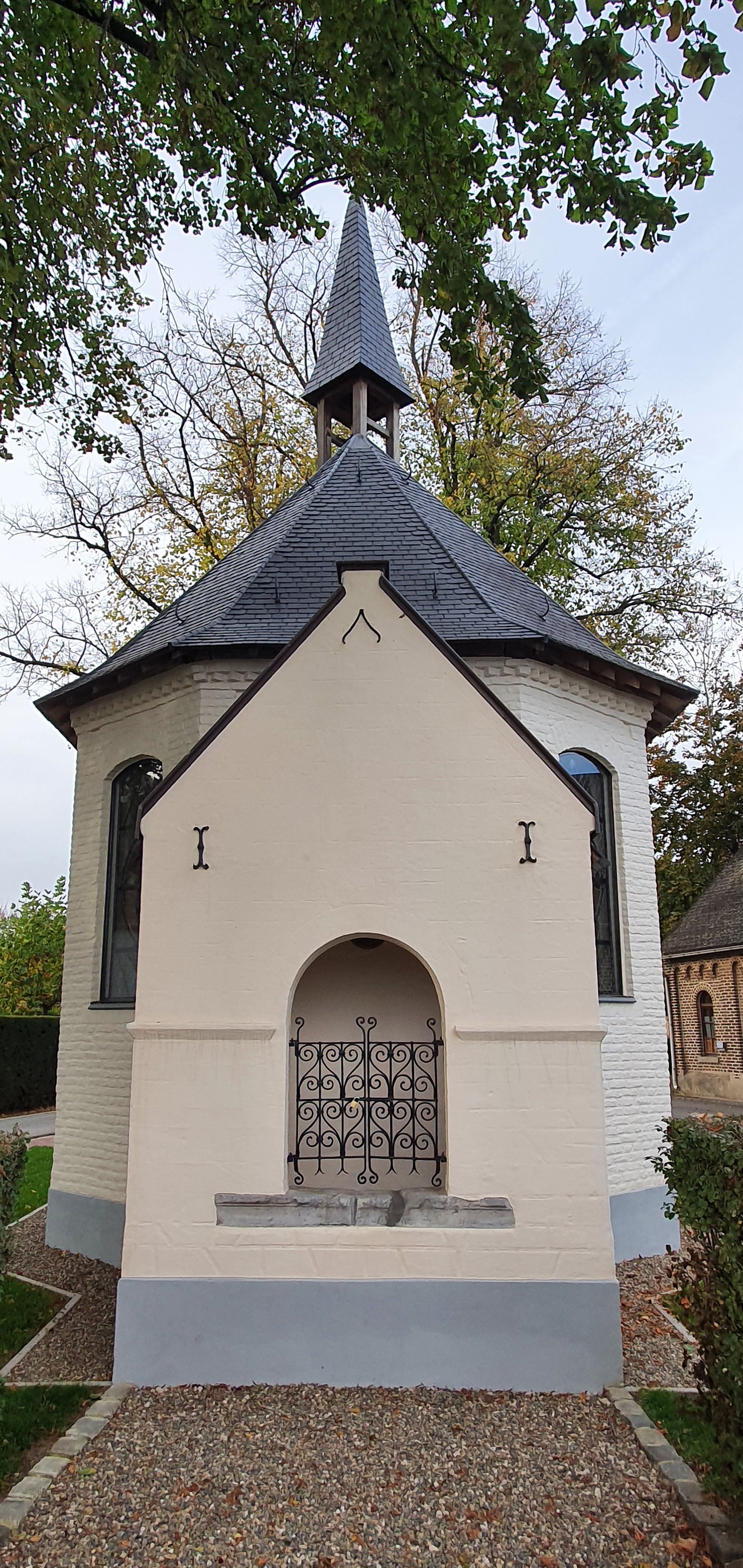
Puthuis
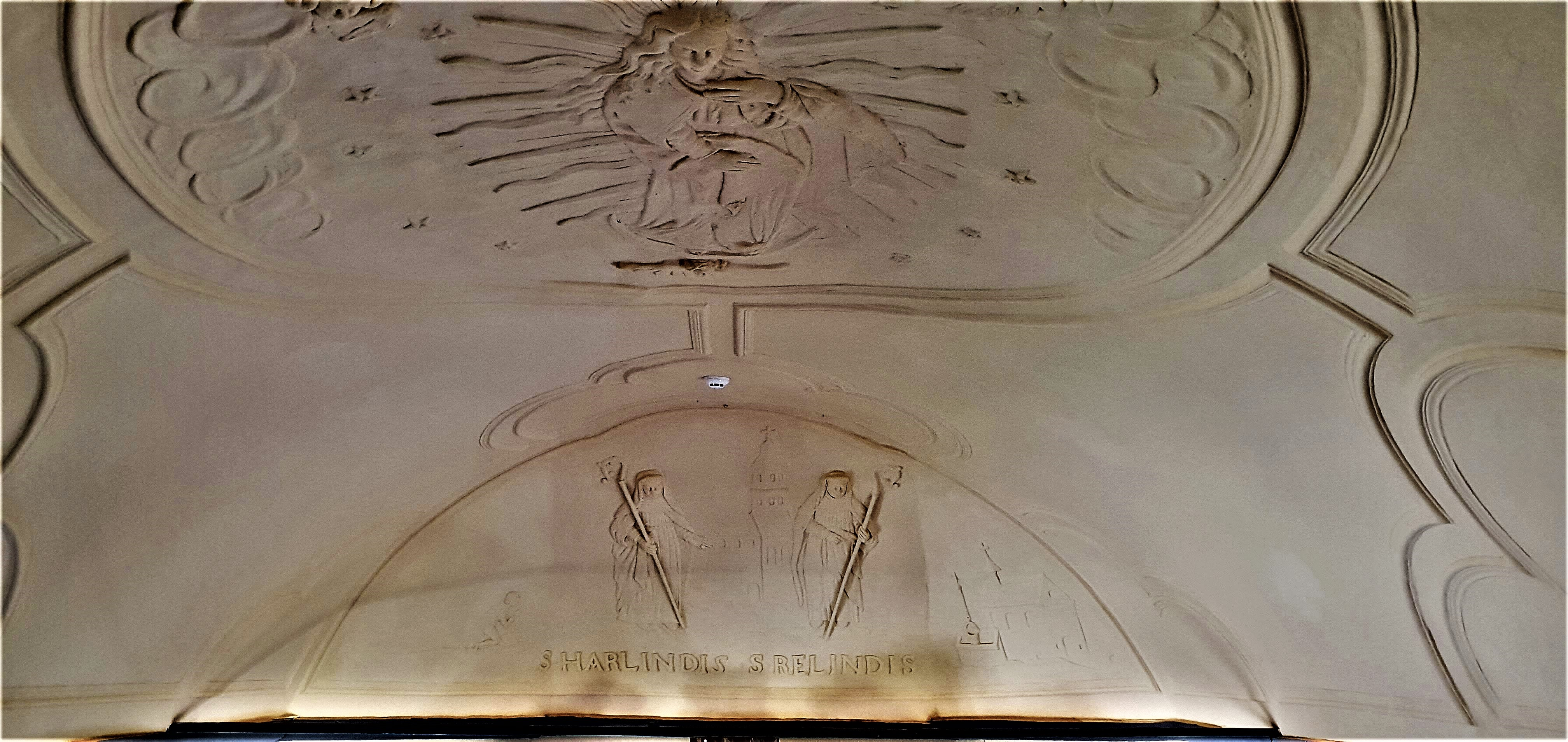
Stucwerk
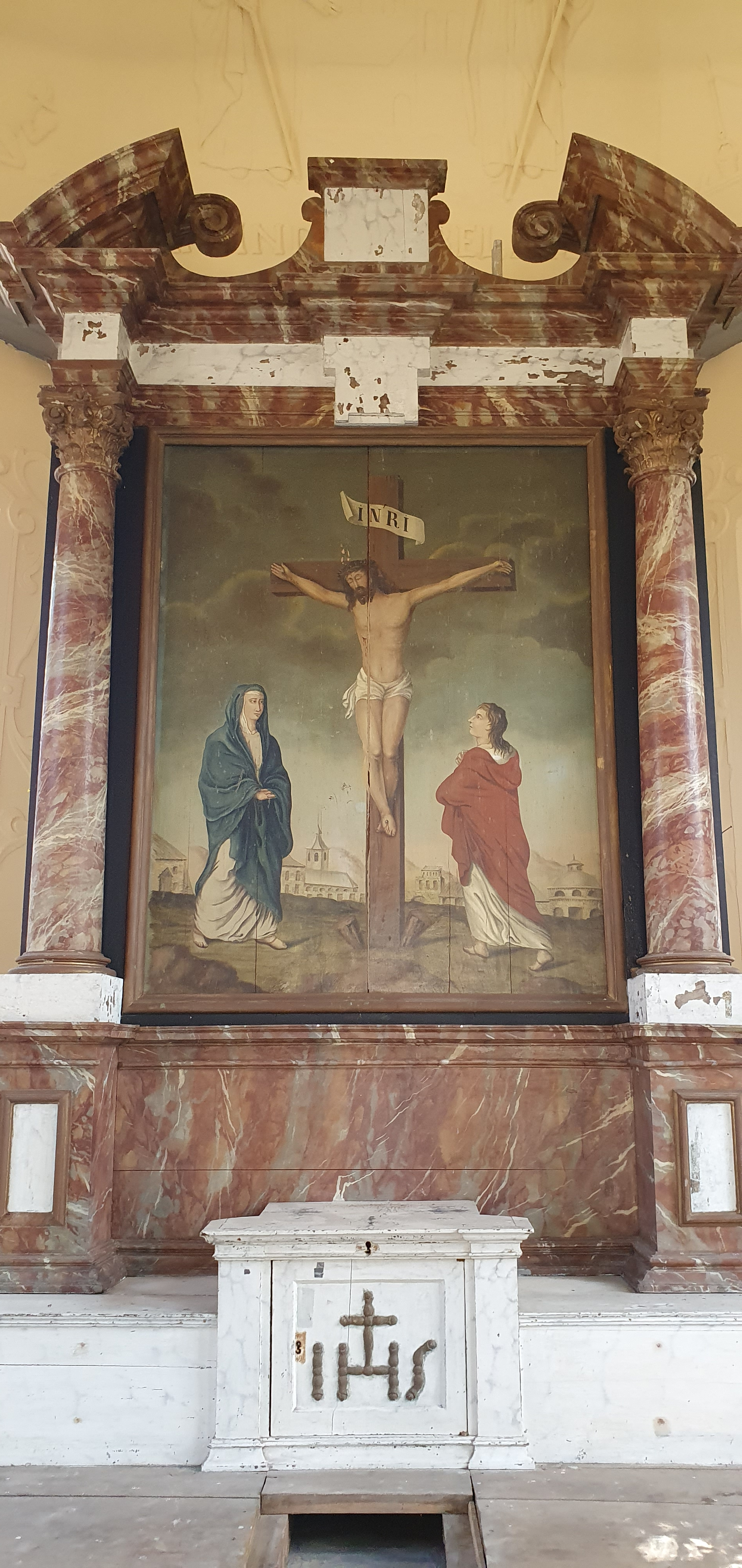
Altaar

Sedert 2000 is de kapel beschermd als monument en de omgeving als dorpsgezicht.